# Sportjahr 2002
Liste der Sportjahre

◄◄ | ◄ | 1998 | 1999 | 2000 | 2001 | Sportjahr 2002 | 2003 | 2004 | 2005 | 2006 | ► | ►►

Weitere Ereignisse · Olympische Winterspiele

## American Football
- 3. Februar - Die New England Patriots gewinnen Super Bowl XXXVI in New Orleans, Louisiana, gegen die St. Louis Rams mit 20:17.
- 6. Juli - Die Bergamo Lions gewinnen Eurobowl XVI gegen die Braunschweig Lions mit 27:20.
- 12. Oktober - Die Hamburg Blue Devils gewinnen German Bowl XXIV im Eintracht-Stadion, Braunschweig, gegen die Braunschweig Lions mit 16:13.

## Badminton
Höhepunkte des Badmintonjahres 2002 waren die Asienspiele, die Commonwealth Games, der Thomas Cup und der Uber Cup.

### World Badminton Grand Prix
| Veranstaltung       | Herreneinzel           | Dameneinzel          | Herrendoppel                            | Damendoppel                                     | Mixed                             |
| ------------------- | ---------------------- | -------------------- | --------------------------------------- | ----------------------------------------------- | --------------------------------- |
| Thailand Open       | abgesagt               | abgesagt             | abgesagt                                | abgesagt                                        | abgesagt                          |
| All England         | Chen Hong              | Camilla Martin       | Ha Tae-kwon Kim Dong-moon               | Gao Ling Huang Sui                              | Kim Dong-moon Ra Kyung-min        |
| Swiss Open          | Marleve Mainaky        | Mia Audina Tjiptawan | Lee Dong-soo Yoo Yong-sung              | Ra Kyung-min Lee Kyung-won                      | Kim Dong-moon Ra Kyung-min        |
| Korea Open          | Lin Dan                | Zhang Ning           | Ha Tae-kwon Kim Dong-moon               | Gao Ling Huang Sui                              | Kim Dong-moon Ra Kyung-min        |
| Japan Open          | Lee Hyun-il            | Zhou Mi              | Chan Chong Ming Chew Choon Eng          | Ra Kyung-min Lee Kyung-won                      | Kim Dong-moon Ra Kyung-min        |
| Malaysia Open       | James Chua             | Hu Ting              | Liu Yong Chen Qiqiu                     | Huang Nanyan Yang Wei                           | Nathan Robertson Gail Emms        |
| Chinese Taipei Open | Taufik Hidayat         | Wang Chen            | Ha Tae-kwon Kim Dong-moon               | Saralee Thungthongkam Sathinee Chankrachangwong | Tri Kusharyanto Emma Ermawati     |
| Singapur Open       | Chen Hong              | Zhou Mi              | Flandy Limpele Eng Hian                 | Huang Nanyan Yang Wei                           | Kim Dong-moon Ra Kyung-min        |
| Indonesia Open      | Taufik Hidayat         | Gong Ruina           | Lee Dong-soo Yoo Yong-sung              | Gao Ling Huang Sui                              | Bambang Suprianto Emma Ermawati   |
| US Open             | Peter Gade             | Julia Mann           | Tony Gunawan Khankham Malaythong        | Joanne Wright Natalie Munt                      | Tony Gunawan Eti Tantra           |
| Puerto Rico Open    | Peter Rasmussen        | Denyse Julien        | Tony Gunawan Khankham Malaythong        | Felicity Gallup Joanne Muggeridge               | Tony Gunawan Mesinee Mangkalakiri |
| Dutch Open          | Wong Choong Hann       | Mia Audina           | Ha Tae-kwon Kim Dong-moon               | Ann-Lou Jørgensen Rikke Olsen                   | Kim Dong-moon Lee Kyung-won       |
| Denmark Open        | Chen Hong              | Camilla Martin       | Ha Tae-kwon Kim Dong-moon               | Wei Yili Zhao Tingting                          | Kim Dong-moon Hwang Yu-mi         |
| German Open         | Niels Christian Kaldau | Pi Hongyan           | Jonas Rasmussen Lars Paaske             | Mia Audina Lotte Jonathans                      | Michael Søgaard Rikke Olsen       |
| China Open          | Wong Choong Hann       | Gong Ruina           | Pramote Teerawiwatana Tesana Panvisavas | Gao Ling Huang Sui                              | Zhang Jun Gao Ling                |
| Hong Kong Open      | abgesagt               | abgesagt             | abgesagt                                | abgesagt                                        | abgesagt                          |

## Baseball
- 27. Oktober - Die Anaheim Angels gewinnen die World Series gegen die San Francisco Giants.

## Basketball
- Alba Berlin wird deutscher Meister der Saison 2001/02. Meister der regulären Saison wurden die Opel Skyliners Frankfurt.
- 8. September - Weltmeister der Herren wird in Indianapolis Jugoslawien durch ein 87:84 nach Verlängerung über Argentinien.
- 25. September - Bei der Basketball-WM der Damen in China gewinnt die USA im Finale gegen Russland mit 79:74.

## Commonwealth Games
- 25. Juli - In Manchester werden die 17. Commonwealth Games eröffnet. 3679 Sportler aus 72 Ländern nehmen an 281 Wettbewerben in 17 Sportarten teil.
- 4. August - Schlussfeier der 17. Commonwealth Games: Australien erfolgreichste Nation vor England und Kanada

## Eishockey

### Nationale Meisterschaften
- April - Im DEL-Finale der Saison 2001/02 bezwingen die Kölner Haie die Adler Mannheim in der Serie „best of five“ mit 3:2. Meister der regulären Saison wurden die München Barons, die im Halbfinale an den Kölnern scheitern. Der Krefelder Brad Purdie, Kanada, wird sowohl Top-Scorer als auch Top-Torschütze der Liga.
- Deutscher Meister bei den Frauen werden die Spielerinnen des TV Kornwestheim.
- Meister der Schweizer Nationalliga A wird der HC Davos vor den ZSC Lions aus Zürich.
- 13. Juni - Die Detroit Red Wings gewinnen in der 85. Auflage der NHL 2002 den Stanley Cup nach dem Triumph über die Carolina Hurricanes.

### Weltmeisterschaft
- 26. April - Eröffnung der 66. Eishockey-Weltmeisterschaft in Schweden. Austragungsorte sind Göteborg, Jönköping und Karlstad.
- 11. Mai - Durch ein 4:3 im Finale gegen Russland gewinnt die Slowakei 2002 die Eishockey-Weltmeisterschaft.

## Fußball

### Nationale Meisterschaften
- Deutschland: Borussia Dortmund wird in der Saison 2001/02 Deutscher Meister vor Bayer 04 Leverkusen. Torschützenkönige werden Martin Max (TSV 1860 München, Deutschland) und Márcio Amoroso (Borussia Dortmund, Brasilien).
- England: Sieger der Premier-League-Saison 2001/02 wird der FC Arsenal. Vizemeister wird der FC Liverpool.
- Frankreich: Meister der französischen Division 1 wird Olympique Lyon.
- Italien: Juventus Turin gewinnt die Meisterschaft mit einem Punkt Vorsprung auf den AS Rom.
- Österreich: FC Tirol Innsbruck wird österreichischer Fußballmeister.
- Portugal: Sporting Lissabon gewinnt die Meisterschaft vor Titelverteidiger Boavista Porto.
- Russland: 1. Meister der neuen Premjer-Liga wird Lokomotive Moskau, das sich in einem Entscheidungsspiel gegen ZSKA Moskau mit 1:0 durchsetzt.
- Schweiz: Der FC Basel wird Sieger der 105. Schweizer Meisterschaft.
- Spanien: Der FC Valencia sichert sich die spanische Meisterschaft vor Deportivo La Coruña.

### Internationale Vereinsmeisterschaften
- UEFA Champions League: Real Madrid bezwingt am 15. Mai im Hampden Park zu Glasgow Bayer 04 Leverkusen mit 2:1.
- UEFA-Pokal: In Rotterdam gewinnt Feyenoord Rotterdam am 8. Mai mit 3:2 gegen Borussia Dortmund.
- Den Weltpokal, dem Vorgänger der FIFA-Klub-Weltmeisterschaft, sichert sich Real Madrid (Spanien) durch ein 2:0 gegen Olimpia Asunción aus Paraguay.

### Weltmeisterschaft
- 31. Mai - Eröffnungsspiel der 17. Fußball-Weltmeisterschaft in Südkorea und Japan.
- 30. Juni - Im Finale im japanischen Yokohama gewinnt Brasilien gegen Deutschland durch zwei Tore von Ronaldo mit 2:0 (0:0). Torschützenkönig wird mit 8 Treffern Ronaldo, zum besten Spieler des Turniers wird der deutsche Torwart Oliver Kahn gekürt.

## Handball

### Vereinsmeisterschaften (Herren)
- Deutscher Meister der Saison 2001/02 wird der THW Kiel vor der HSG Nordhorn und dem TBV Lemgo.
- Deutscher Pokalsieger wird der TBV Lemgo durch ein 25:23 über den SC Magdeburg.
- Der SC Magdeburg gewinnt die EHF Champions League durch ein 23:21 und ein 30:25 über KC Veszprém aus Ungarn.
- Den Europapokal der Pokalsieger gewinnt BM Ciudad Real aus Spanien.
- Der THW Kiel gewinnt den EHF-Pokal.
- Der SC Magdeburg bezwingt im Finale der Vereinseuropameisterschaft (EHF Champions Trophy) den KC Veszprém mit 31:30.

### Vereinsmeisterschaften (Damen)
- Deutscher Handball-Meister der Frauen werden die Spielerinnen des HC Leipzig. Titelverteidiger TV Lützellinden wird Vizemeister.

### Europameisterschaften
- 25. Januar - Eröffnungsspiel der 5. Handball-Europameisterschaft der Männer in Schweden.
- 3. Februar - Endspiel: Gastgeber Schweden gewinnt mit 33:31 nach Verlängerung gegen Deutschland. Dänemark sichert sich den dritten Platz.
- 6. Dezember - Eröffnungsspiel der 5. Handball-Europameisterschaft der Frauen in Dänemark.
- 15. Dezember - Gastgeber Dänemark wird durch ein 25:23 über Norwegen Europameister.

## Leichtathletik
- 13. Mai – Paula Radcliffe, Großbritannien, lief den Marathon der Damen in 2:17:18 Stunden.
- 13. September – Khalid Khannouchi, USA, lief den Marathon der Herren in 2:05:38 Stunden.
- 14. September – Tim Montgomery, USA, lief die 100 Meter der Herren in 9,78 Sekunden.
- 11. August - In München enden die 18. Leichtathletik-Europameisterschaften mit dem Marathon-Sieg des Finnen Janne Holmén. Erfolgreichste Nation wird Russland vor Spanien.

## Motorsport

### Formel 1
- 3. März - Das erste Rennen, den Großen Preis von Australien, gewinnt Michael Schumacher in seinem Ferrari vor Juan Pablo Montoya im Williams-BMW.
- 28. Juli - nach dem Großen Preis von Deutschland, den Michael Schumacher für sich entscheiden kann, meldet das Team Arrows mit seinen beiden Fahrern Heinz-Harald Frentzen und Enrique Bernoldi Konkurs an
- 13. Oktober - Saisonfinale in Suzuka, Japan: Michael Schumacher (Ferrari) wird mit 144 Punkten Formel-1-Weltmeister der Saison 2002. Auf den zweiten Rang fährt Rubens Barrichello (Ferrari) mit 77 Punkten. In der Konstrukteurswertung gewinnt Ferrari überlegen vor Williams-BMW.

### DTM
- 21. April - Saisonauftakt auf dem Hockenheimring: Es gewinnt Laurent Aïello im Audi.
- 6. Oktober - Laurent Aïello gewinnt die DTM-Saison mit 70 Punkten vor Bernd Schneider (Mercedes-Benz) mit 64 Punkten. In der Markenwertung setzt sich Mercedes-Benz knapp vor Audi durch.

### Rallye
- Hiroshi Masuoka gewinnt die Rallye Dakar.
- 17. Januar - Tommi Mäkinen im Subaru gewinnt den Saisonauftakt der Rallye-Weltmeisterschaft 2002 in Monte Carlo.
- 15. November - Saisonabschluss in Großbritannien: Marcus Grönholm wird Weltmeister vor Petter Solberg und Carlos Sainz. Peugeot gewinnt die Markenwertung.

## Motorradsport

### Motorrad-Weltmeisterschaft
- Motorrad-Weltmeisterschaft 2002

Überschattet wurde die Saison vom Unfalltod des Japaners Daijirō Katō, der am 7. April beim MotoGP-Lauf um den Großen Preis von Japan in Suzuka schwer stürzte und 13 Tage später seinen Verletzungen erlag.

#### MotoGP-Klasse (990 cm³)
- In der erstmals ausgetragenen MotoGP-Klasse gewinnt der 23-jährige Italiener Valentino Rossi auf Honda den insgesamt vierten WM-Titel seiner Laufbahn. Er setzt sich gegen seinen Landsmann Max Biaggi (Yamaha) und den Japaner Tōru Ukawa (Honda) durch. In der Konstrukteurswertung gewinnt Honda vor Yamaha und Suzuki.

#### 250-cm³-Klasse
- In der 250-cm³-Klasse gewinnt der 20-jährige Italiener Marco Melandri auf Aprilia vor dem Spanier Fonsi Nieto (ebenfalls Aprilia) und dem Italiener Roberto Rolfo (Honda) den WM-Titel. In der Konstrukteurswertung setzt sich Aprilia gegen Honda und Yamaha durch.

#### 125-cm³-Klasse
- Den WM-Titel in der Achtelliterklasse gewinnt der 27-jährige Franzose Arnaud Vincent auf Aprilia. Zweiter wird der San-Marinese Manuel Poggiali (Gilera), Dritter der Spanier Dani Pedrosa auf Honda. In der Konstrukteurswertung siegt Aprilia vor Honda und Gilera.

### Superbike-Weltmeisterschaft
- Der US-Amerikaner Colin Edwards gewinnt auf Honda vor dem Australier Troy Bayliss und dem Briten Neil Hodgson (beide Ducati) die Fahrerwertung. Für den 28-Jährigen ist dies nach 2000 der zweite Titelgewinn seiner Karriere in dieser Kategorie. In der Konstrukteurswertung setzt sich Ducati vor Honda und Aprilia durch.

Details: Superbike-Weltmeisterschaft 2002

### Supersport-Weltmeisterschaft
- Der 29-jährige Franzose Fabien Foret gewinnt auf Honda vor dem Japaner Katsuaki Fujiwara und seinem Landsmann Stéphane Chambon (beide Suzuki) die Fahrerwertung. In der Konstrukteurswertung setzt sich Suzuki gegen Honda und Yamaha durch.

Details: Supersport-Weltmeisterschaft 2002

## Olympische Winterspiele
- 8. Februar - In Salt Lake City, USA, werden die 29. Olympischen Winterspiele eröffnet. In den 78 Wettbewerben in 7 Sportarten werden 2399 Sportler an den Start gehen.
- 24. Februar - Schlussfeier der Olympischen Winterspiele. Norwegen wird im Medaillenspiegel erfolgreichste Nation vor Deutschland und den USA.

## Ringen
- Februar - Deutscher Mannschaftsmeister der Saison 2001/02 wird der KSV Germania Aalen durch ein 10:14,5 und ein 14:9 über den VfK Schifferstadt.
- 11. April - Bei den Europameisterschaften der Greco-Stil-Ringer und Frauen in Seinäjoki in Finnland wird Russland erfolgreichste Nation.
- 1. Mai - Die Freistil-Europameisterschaften in Baku, Aserbaidschan, wird von den russischen Teilnehmern dominiert.
- 5. September - Bei den Freistil-Weltmeisterschaften in Teheran wird Russland erfolgreichste Nation.
- 20. September - Bei den Weltmeisterschaften im griechisch-römischen Stil in Moskau wird Russland erfolgreichste Nation vor Schweden.
- 2. November - Bei den Weltmeisterschaften der Frauen in Chalkida in Griechenland werden die Ringerinnen Japans die erfolgreichsten Teilnehmerinnen.

## Rugby Union
- Deutschland: Der DRC Hannover wird deutscher Rugby-Union-Meister vor der RG Heidelberg.
- 7. April: Frankreich gewinnt die dritte Ausgabe der Six Nations vor England.
- 25. Mai: Neuseeland gewinnt das Finale der Frauen-Rugby-Union-Weltmeisterschaft in Barcelona 19:9 gegen England.
- 25. Mai: Im Millennium Stadium von Cardiff in Wales gewinnen die Leicester Tigers durch ein 15:9 gegen Munster Rugby den Heineken Cup 2001/02.

## Schach
- 23. Januar - Der Ukrainer Ruslan Ponomarjow gewinnt mit 4,5:2,5 gegen seinen Landsmann Wassyl Iwantschuk in Moskau und wird Schachweltmeister der FIDE.
- Bei der 7. Schnellschach-WM der Chess Classic in Mainz gewinnt der Inder Viswanathan Anand mit 4,5:3,5 gegen Ruslan Ponomarjow aus der Ukraine.

## Skibergsteigen
- Vom 24. Januar bis zum 27. Januar werden in der Dauphiné bei Serre Chevalier in Frankreich erstmals Weltmeisterschaften im Skibergsteigen ausgetragen. Im Einzel gewinnt der Franzose Stéphane Brosse, bei den Frauen Valérie Ducognon aus Frankreich.

## Tennis
- 28. Januar - Thomas Johansson (Schweden) gewinnt im Finale der Australian Open mit 3:6, 6:4, 6:4, 7:6 gegen Marat Safin aus Russland.

## Tischtennis
- Die deutschen Meisterschaften in Koblenz werden von Timo Boll und Nicole Struse im jeweiligen Einzel und von Torben Wosik/Lars Hielscher und Tanja Hain-Hofmann/Laura Stumper im Doppel gewonnen.
- Bei den Europameisterschaften im kroatischen Zagreb gewinnen im Team-Wettbewerb Schweden bei den Herren und Rumänien bei den Damen. Im Einzel sind Timo Boll aus Deutschland und Ni Xialian aus Luxemburg erfolgreich.

## Turnen
- 24. November - Bei den 36. Weltmeisterschaften im Geräteturnen in Debrecen (Ungarn) nehmen 286 Sportler aus 52 Nationen teil. Erfolgreichste Nation wird Rumänien vor Russland und China.

## Geboren

### Januar
- 02. Januar: Mercy Chebet, kenianische Sprinterin
- 03. Januar: Anna Schpynjowa, russische Skispringerin
- 04. Januar: Tim Civeja, deutsch-albanischer Fußballspieler
- 05. Januar: Moritz Oswald, österreichischer Fußballspieler
- 05. Januar: Prudence Sekgodiso, südafrikanische Leichtathletin
- 08. Januar: Kamal Bafounta, französisch-spanischer Fußballspieler
- 08. Januar: Artjom Michailowitsch Schmykow, russischer Fußballspieler
- 09. Januar: Yahya Elnawasany, ägyptischer Squashspieler
- 10. Januar: Oscar Nilsson-Julien, französisch-britischer Radrennfahrer
- 12. Januar: Tjark Scheller, deutscher Fußballspieler
- 13. Januar: Frederik Vesti, dänischer Automobilrennfahrer
- 14. Januar: Ibadulla Adam, maledivischer Leichtathlet
- 14. Januar: Hiro Mizuguchi, japanischer Fußballspieler
- 15. Januar: Tim Stützle, deutscher Eishockeyspieler
- 18. Januar: Julian Kudala, deutscher Fußballspieler
- 18. Januar: David Nreca-Bisinger, deutsch-kosovarischer Fußballspieler
- 19. Januar: Julius Böhmer, deutscher Basketballspieler
- 22. Januar: Caitlin Clark, US-amerikanische Basketballspielerin
- 23. Januar: Joško Gvardiol, kroatischer Fußballspieler
- 23. Januar: Luca Stanga, italienischer Fußballspieler
- 24. Januar: Paulo Bernardo, portugiesischer Fußballspieler
- 24. Januar: Sophie Hillebrand, österreichische Fußballspielerin
- 24. Januar: Amir Richardson, marokkanisch-französischer Fußballspieler
- 25. Januar: Marvin Obuz, deutsch-türkischer Fußballspieler
- 26. Januar: Dennis Borkowski, deutscher Fußballspieler
- 26. Januar: Jomaine Consbruch, deutscher Fußballspieler
- 27. Januar: Oliver Bleddyn, australischer Bahnradsportler
- 27. Januar: Lin Pin-chun, taiwanesische Handballspielerin
- 28. Januar: Felicia Wiedermann, deutsche Hockeyspielerin
- 29. Januar: Tania Moreno Matveeva, spanische Beachvolleyballspielerin
- 30. Januar: Issouf Sissokho, malischer Fußballspieler

### Februar
- 02. Februar: Antonie Nortje, südafrikanischer Leichtathlet
- 03. Februar: Radu Drăgușin, rumänischer Fußballspieler
- 04. Februar: Mika Schroers, deutscher Fußballspieler
- 05. Februar: Tim Lemperle, deutscher Fußballspieler
- 07. Februar: Christian Schmidt, deutscher Fußballspieler
- 09. Februar: Mehmet Can Aydin, türkisch-deutscher Fußballspieler
- 09. Februar: Ali Anwar Ali al-Balushi, omanischer Leichtathlet
- 09. Februar: Maximilian Dietz, US-amerikanisch-deutscher Fußballspieler
- 12. Februar: Márton Dárdai, deutsch-ungarischer Fußballspieler
- 12. Februar: Mohamed Ihattaren, niederländisch-marokkanischer Fußballspieler
- 12. Februar: Issoufi Maïga, malischer Fußballspieler
- 12. Februar: Courtney Nevin, australische Fußballspielerin
- 12. Februar: Jack Newman, schottischer Fußballspieler
- 14. Februar: Nick Woltemade, deutscher Fußballspieler
- 15. Februar: Kyra Cooney-Cross, australische Fußballspielerin
- 16. Februar: Niko Vukančić, deutsch-kroatischer Fußballspieler
- 18. Februar: Bastian Allgeier, deutscher Fußballspieler
- 18. Februar: Elias Bördner, deutscher Fußballspieler
- 18. Februar: Monju Momuluh, deutscher Fußballspieler
- 20. Februar: Sonja Leinamo, finnische Biathletin und Skilangläuferin
- 22. Februar: Andreas Jungdal, dänischer Fußballtorhüter
- 22. Februar: Célestin Ndikumana, burundischer Leichtathlet
- 25. Februar: Dejan Galjen, deutscher Fußballspieler
- 25. Februar: Yassine Kechta, marokkanisch-französischer Fußballspieler
- 28. Februar: Jannik Hofmann, deutscher Fußballspieler

### März
- 01. März: Felix Gebhardt, deutscher Fußballtorhüter
- 04. März: Joel Bichsel, Schweizer Fußballspieler
- 05. März: Luca-Sandro Trefz, deutscher Automobilrennfahrer
- 07. März: Meg Harris, australische Schwimmerin
- 08. März: Lorenzo Colombo, italienischer Fußballspieler
- 08. März: Fynn Otto, deutscher Fußballspieler
- 13. März: Oluwatosin Demehin, nigerianische Fußballspielerin
- 13. März: Erkin Kakabaýew, turkmenischer Eishockeyspieler
- 15. März: Belen Gettwart, deutsche Handballspielerin
- 17. März: Ali Loune, marokkanisch-deutscher Fußballspieler
- 18. März: Oliver Klemet, deutscher Freiwasserschwimmer
- 20. März: Felix Göttlicher, deutscher Fußballspieler
- 22. März: Kayla Hepler, Schwimmerin von den Marshallinseln
- 22. März: Andrei Jessipenko, russischer Schachmeister
- 22. März: Megan Moss, bahamaische Leichtathletin
- 23. März: Maia Ramsden, neuseeländische Leichtathletin
- 28. März: Daniel Tschofenig, österreichischer Skispringer
- 29. März: Viktória Čerňanská, slowakische Bobfahrerin
- 30. März: Sean Seitz, deutscher Fußballspieler

### April
- 02. April: Marco John, deutscher Fußballspieler
- 02. April: Jamil Siebert, deutscher Fußballspieler
- 03. April: Dennis Gorka, deutscher Fußballtorhüter
- 04. April: Daniel Grassl, italienischer Eiskunstläufer
- 05. April: Edmund du Plessis, südafrikanischer Leichtathlet
- 08. April: Nuralij Emomalij, tadschikischer Judoka
- 10. April: Niklas May, deutscher Fußballspieler
- 13. April: Matthew Garbett, neuseeländisch-französischer Fußballspieler
- 14. April: Oskar van Hattum, neuseeländischer Fußballspieler
- 15. April: Zikos Chua, griechisch-singapurischer Fußballspieler
- 16. April: Saki Imamura, japanische Tennisspielerin
- 17. April: Jan Kovačec, kroatischer Handballspieler
- 20. April: Irina Alexejewa, russische Kunstturnerin
- 24. April: Olivia Gadecki, australische Tennisspielerin
- 24. April: Tim Schreiber, deutscher Fußballtorhüter
- 25. April: Johanna Bassani, österreichische Nordische Kombiniererin († 2020)
- 25. April: Tanisha Kashyap, indische Tennisspielerin
- 28. April: Favour Ashe, nigerianischer Leichtathlet
- 29. April: Eric Martel, deutscher Fußballspieler
- 29. April: David Späth, deutscher Handballspieler
- 29. April: Lilli Welcke, deutsche Eishockeyspielerin
- 29. April: Luisa Welcke, deutsche Eishockeyspielerin
- 29. April: Renārs Uščins, deutscher Handballspieler
- 30. April: Marione Fourie, südafrikanische Leichtathletin

### Mai
- 04. Mai: Pepijn Reinderink, niederländischer Radrennfahrer
- 05. Mai: Emilie Bernhardt, deutsche Fußballspielerin
- 08. Mai: Marco Angulo, ecuadorianischer Fußballspieler († 2024)
- 09. Mai: Isabel Gose, deutsche Schwimmerin
- 13. Mai: Jonas Sterner, deutscher Fußballspieler
- 13. Mai: Diribe Welteji, äthiopische Leichtathletin
- 15. Mai: Joy Cheptoyek, ugandische Leichtathletin
- 15. Mai: Coli Saco, malisch-französischer Fußballspieler
- 16. Mai: Ryan Gravenberch, niederländisch-surinamischer Fußballspieler
- 17. Mai: Louis Oppie, deutscher Fußballspieler
- 18. Mai: Alina Sagitowa, russische Eiskunstläuferin und Olympiasiegerin
- 20. Mai: Ditaji Kambundji, Schweizer Leichtathletin
- 20. Mai: Oussama Targhalline, marokkanischer Fußballspieler
- 21. Mai: Nicola Carraro, italienischer Motorradrennfahrer
- 23. Mai: Eunice Sakala, sambische Fußballtorhüterin
- 26. Mai: Moritz Flotho, deutscher Fußballspieler
- 26. Mai: Jan Thielmann, deutscher Fußballspieler
- 29. Mai: Adam Mpali, gabunischer Schwimmer

### Juni
- 01. Juni: Mohamed Khalil Jendoubi, tunesischer Taekwondoin
- 05. Juni: Zhang Kexin, chinesische Freestyle-Skierin
- 06. Juni: Angelo Gattermayer, österreichischer Fußballspieler
- 06. Juni: Lani Pallister, australische Schwimmerin
- 06. Juni: Tommy Smith, australischer Automobilrennfahrer
- 09. Juni: Thomas Neill, australischer Schwimmer
- 09. Juni: Anthony Pesela, botswanischer Sprinter
- 10. Juni: Mika Clausen, deutscher Fußballspieler
- 10. Juni: Anastassija Siwucha, belarussische Handballspielerin
- 12. Juni: Koni De Winter, belgischer Fußballspieler
- 13. Juni: Niklas Lang, deutscher Fußballspieler
- 14. Juni: Aldin Dervišević, deutsch-bosnischer Fußballspieler
- 16. Juni: Pascal Brunner, italienischer Eishockeyspieler
- 19. Juni: Efraín Álvarez, US-amerikanisch-mexikanischer Fußballspieler
- 19. Juni: Jano ter Horst, deutscher Fußballspieler
- 22. Juni; Flavio Graf, Schweizer Unihockeyspieler
- 24. Juni: Robin Velasco, deutscher Fußballspieler
- 26. Juni: Kobe Hernández-Foster, US-amerikanischer Fußballspieler
- 28. Juni: Marta Kostjuk, ukrainische Tennisspielerin
- 28. Juni: Pauline Machtens, deutsche Fußballspielerin

### Juli
- 02. Juli: Kári Arnarsson, isländischer Eishockeyspieler
- 02. Juli: Aleksandra Perišić, serbische Taekwondoin
- 04. Juli: Dirk Geiger, deutscher Motorradrennfahrer
- 04. Juli: Alex Paulsen, neuseeländisch-südafrikanischer Fußballtorhüter
- 05. Juli: Mohamed Ali Gouaned, algerischer Mittelstreckenläufer
- 06. Juli: Kuraba Kondō, japanischer Fußballspieler
- 06. Juli: Abdenego Nankishi, deutsch-angolanischer Fußballspieler
- 08. Juli: Carlo Angelo Tigaronita, philippinischer Eishockeyspieler
- 11. Juli: Oceana Mackenzie, australische Sportkletterin
- 12. Juli: Chinecherem Nnamdi, nigerianischer Leichtathlet
- 13. Juli: Soufiane El-Faouzi, deutscher Fußballspieler
- 14. Juli: Wadim Karpow, russischer Fußballspieler
- 14. Juli: Benita Parra, bolivianische Leichtathletin
- 15. Juli: Jonas Dirkner, deutscher Fußballspieler
- 15. Juli: Maximilian Wills, deutscher Enduro- und Motocrosssportler
- 16. Juli: Sienna Hearn, australische Wasserballspielerin
- 17. Juli: Laurence Pithie, neuseeländischer Radsportler
- 19. Juli: Felix Meyer, deutscher Fußballspieler
- 21. Juli: Rika Kihira, japanische Eiskunstläuferin
- 23. Juli: Séléna Janicijevic, französische Tennisspielerin
- 24. Juli: Lachlan Bayliss, neuseeländisch-australischer Fußballspieler
- 25. Juli: Luca Bolay, deutscher Fußballspieler
- 25. Juli: Adam Hložek, tschechischer Fußballspieler
- 30. Juli: Alex Gufler, italienischer Rennrodler
- 30. Juli: Sofja Samodurowa, russische Eiskunstläuferin
- 31. Juli: Nils Lichtlein, deutscher Handballspieler

### August
- 07. August: Marc Brian Louis, singapurischer Leichtathlet
- 08. August: Fisnik Asllani, kosovarisch-deutscher Fußballspieler
- 08. August: Mustafa Kapı, türkischer Fußballspieler
- 08. August: David Mulenga, sambischer Leichtathlet
- 13. August: André Amaro, portugiesischer Fußballspieler
- 13. August: Ben Old, neuseeländischer Fußballspieler
- 19. August: Jesse Randall, neuseeländischer Fußballspieler
- 20. August: Lilian Egloff, deutscher Fußballspieler
- 20. August: Reece Holder, australischer Leichtathlet
- 23. August: Adam Obert, slowakischer Fußballspieler
- 26. August: Kerim Çalhanoğlu, deutsch-türkischer Fußballspieler
- 26. August: Angelina Simakowa, russische Kunstturnerin
- 27. August: Niklas Castelle, deutscher Fußballspieler
- 28. August: Amos Serem, kenianischer Leichtathlet
- 30. August: Drake Maye, US-amerikanischer American-Football-Spieler

### September
- 01. September: Romeo Beckham, englischer Fußballspieler
- 02. September: Jasmine Liu, amerikanisch-samoanische Handballspielerin
- 03. September: Fabio Gruber, deutsch-peruanischer Fußballspieler
- 09. September: Jabez Reeves, liberianisch-US-amerikanischer Leichtathlet
- 10. September: Kara Bathmann, deutsche Fußballspielerin
- 10. September: Heidi Strompf, deutsch-slowakische Eishockeyspielerin
- 16. September: Darja Semeņistaja, lettische Tennisspielerin
- 18. September: Guille Bueno, spanischer Fußballspieler
- 18. September: Sidny Lopes Cabral, kapverdisch-niederländischer Fußballspieler
- 26. September: Jayden Nelson, kanadischer Fußballspieler

### Oktober
- 01. Oktober: Olivia Dunne, US-amerikanische Turnerin
- 10. Oktober: Josh Giddey, australischer Basketballspieler
- 11. Oktober: Marcel Johnen, deutscher Fußballtorhüter
- 13. Oktober: Pablo Llamas Ruiz, spanischer Tennisspieler
- 14. Oktober: Saly Sarr, senegalesische Leichtathletin
- 15. Oktober: Kay Stumper, deutscher Tischtennisspieler
- 16. Oktober: Jule Brand, deutsche Fußballspielerin
- 17. Oktober: Maximilian Beier, deutscher Fußballspieler
- 17. Oktober: Liam Gillion, neuseeländischer Fußballspieler
- 20. Oktober: Stélvia Pascoal, angolanische Handballspielerin
- 23. Oktober: Patrick Kakozi Nyambe, sambischer Leichtathlet
- 27. Oktober: Marcel Beifus, deutscher Fußballspieler
- 28. Oktober: Alan Minda, ecuadorianischer Leichtathlet
- 31. Oktober: Ansu Fati, spanisch-guinea-bissauischer Fußballspieler
- 31. Oktober: Tyler Morton, englischer Fußballspieler
- 31. Oktober: Marten Winkler, deutscher Fußballspieler

### November
- 01. November: Tessa Giele, niederländische Schwimmerin
- 04. November: Welrè Olivier, neuseeländischer Leichtathlet
- 09. November: András Németh, ungarisch-südafrikanischer Fußballspieler
- 09. November: Remigio Santander Villarubia, äquatorialguineischer Leichtathlet
- 10. November: Dubem Amene, nigerianischer Leichtathlet
- 10. November: Eduardo Camavinga, französisch-kongolesischer Fußballspieler
- 10. November: Derry Scherhant, deutscher Fußballspieler
- 11. November: Lassine Diarra, malischer Fußballtorhüter
- 14. November: Katharina Fink, italienische Badmintonspielerin
- 19. November: Zaynab Dayibekova, usbekische Fechterin
- 21. November: Aminata Camara, gambische Fußballspielerin
- 24. November: Ibrahim Fuseini, ghanaischer Leichtathlet
- 24. November: Tarsis Orogot, ugandischer Leichtathlet
- 24. November: Valon Zumberi, kosovarisch-deutscher Fußballspieler
- 27. November: Giada Borghesi, italienische Radrennfahrerin
- 29. November: Yunus Musah, amerikanisch-englischer Fußballspieler

### Dezember
- 04. Dezember: Jurjen van der Velde, niederländischer Dartspieler
- 06. Dezember: Noel Futkeu, deutsch-kamerunischer Fußballspieler
- 07. Dezember: Cholsatien Poolworaluk, thailändischer Fußballspieler
- 08. Dezember: Hana Mazi Jamnik, slowenische Skilangläuferin († 2022)
- 09. Dezember: Sam Bolton, britischer Skispringer
- 09. Dezember: Muzala Samukonga, sambischer Leichtathlet
- 11. Dezember: Jamie Gerstenberg, deutsche Fußballtorhüterin
- 11. Dezember: Eszter Méri, slowakische Tennisspielerin
- 12. Dezember: Aliou Baldé, guineisch-senegalesischer Fußballspieler
- 12. Dezember: Owen Bates, englischer Dartspieler
- 13. Dezember: Brock Bowers, US-amerikanischer American-Football-Spieler
- 15. Dezember: Ahmed Diomandé, malischer Fußballspieler
- 19. Dezember: Sofie Dokter, niederländische Leichtathletin
- 19. Dezember: Huh Mi-mi, südkoreanische Judoka
- 21. Dezember: Frederik Schmahl, deutscher Fußballspieler
- 22. Dezember: Emma Finucane, britische Bahnradsportlerin
- 22. Dezember: Manizha Talash, afghanische Breakdancerin
- 24. Dezember: Joshua Primo, kanadischer Basketballspieler
- 25. Dezember: Ange Ciella Niragira, burundische Judoka
- 29. Dezember: Hanna Aronsson Elfman, schwedische Skirennläuferin
- 30. Dezember: Josefa Schellmoser, deutsche Skeletonpilotin
- 31. Dezember: Elias Hoff Melkersen, norwegischer Fußballspieler
- 31. Dezember: Favour Ofili, nigerianische Leichtathletin

## Gestorben

### Januar
- 01. Januar: Bonnie Mealing, australische Schwimmerin (* 1912)
- 07. Januar: Geoffrey Crossley, britischer Automobilrennfahrer (* 1921)
- 10. Januar: Günter Ortmann, deutscher Handballspieler (* 1916)
- 12. Januar: John Berger, schwedischer Skilangläufer (* 1909)
- 19. Januar: Jeffrey Astle, englischer Fußballspieler (* 1942)
- 19. Januar: Stanisław Bukowski, polnischer Skilangläufer (* 1923)
- 22. Januar: Jack Shea, US-amerikanischer Eisschnellläufer (* 1910)
- 26. Januar: Francisco Cabañas, mexikanischer Boxer und Boxsportfunktionär (* 1912)
- 30. Januar: Louis Salica, US-amerikanischer Boxer (* 1912)

### Februar
- 19. Februar: Albert Alin, französischer Automobilrennfahrer (* 1907)
- 23. Februar: Marcel Couttet, französischer Eishockeyspieler (* 1912)
- 23. Februar: Franz Elbern, deutscher Fußballspieler (* 1910)
- 25. Februar: Henrik Oskarsson, schwedischer Freestyle-Skier (* 1960)
- 28. Februar: Úlfar Þórðarson, isländischer Wasserballspieler (* 1911)

### März
- 01. März: Hocine Soltani, algerischer Boxer (* 1972)
- 11. März: Harry Jansson, schwedischer Eisschnellläufer (* 1916)
- 12. März: Ben van der Voort, niederländischer Radrennfahrer (* 1914)
- 13. März: Ivano Blason, italienischer Fußballspieler (* 1923)
- 13. März: Bayliss Levrett, US-amerikanischer Automobilrennfahrer (* 1913)
- 16. März: Kid Azteca, mexikanischer Boxer (* 1913)
- 23. März: John Biby, US-amerikanischer Segler (* 1912)
- 24. März: Bob Said, US-amerikanischer Automobilrennfahrer und Filmproduzent (* 1932)
- 29. März: Petermax Müller, deutscher Automobilrennfahrer und -händler (* 1912)
- 31. März: Alec Hannan, südafrikanischer Boxer (* 1916)

### April
- 04. April: Leo Laakso, finnischer Skispringer (* 1918)
- 06. April: Børge Gissel, dänischer Radrennfahrer (* 1915)
- 09. April: Jean Estager, französischer Automobilrennfahrer (* 1919)
- 11. April: Elmer Angsman, US-amerikanischer American-Football-Spieler (* 1925)
- 14. April: Buck Baker, US-amerikanischer NASCAR-Rennfahrer (* 1919)
- 21. April: Desmond Titterington, britischer Automobilrennfahrer (* 1928)
- 23. April: Sam Francis, US-amerikanischer Leichtathlet (* 1913)
- 29. April: Sune Andersson, schwedischer Fußballnationalspieler und -trainer (* 1921)

### Mai
- 05. Mai: Čestmír Vycpálek, tschechischer Fußballspieler und -trainer (* 1921)
- 09. Mai: Philippe Verellen, belgischer Automobilrennfahrer (* 1962)
- 13. Mai: Walerij Lobanowskyj, ukrainischer Fußballtrainer (* 1939)
- 20. Mai: Bob Grossman, US-amerikanischer Autorennfahrer (* 1922)
- 23. Mai: Herbert Ulrich, tschechisch-österreichisch-deutscher Eishockeyspieler und -trainer (* 1921)
- 26. Mai: Mamo Wolde, äthiopischer Langstreckenläufer (* 1932)
- 27. Mai: Roberts Ozols, lettischer Radrennfahrer (* 1905)
- 29. Mai: Sándor Mátrai, ungarischer Fußballspieler (* 1932)

### Juni
- 02. Juni: Günther Schubert, deutscher Fußballtorwart (* 1955)
- 10. Juni: Louis Jeannin, französischer Motorradrennfahrer (* 1907)
- 12. Juni: Jean de Beaumont, französischer Leichtathlet, Sportschütze und Sportfunktionär (* 1904)
- 13. Juni: Johann Herberger, deutscher Fußballspieler (* 1919)
- 14. Juni: Lily Carlstedt, dänische Leichtathletin (* 1926)
- 17. Juni: Fritz Walter, deutscher Fußballspieler und Ehrenspielführer der deutschen Fußballnationalmannschaft (* 1920)
- 18. Juni: Pentti Siltaloppi, finnischer Leichtathlet (* 1917)
- 18. Juni: Walter Villa, italienischer Motorradrennfahrer (* 1943)
- 20. Juni: Martinus Osendarp, niederländischer Leichtathlet und Olympiateilnehmer (* 1916)
- 21. Juni: Willy Klopfenstein, Schweizer Skispringer (* 1921)
- 24. Juni: Marcelle Bühler, Schweizer Skirennfahrerin (* 1913)
- 25. Juni: Norman Holroyd, britischer Gewichtheber (* 1914)

### Juli
- 01. Juli: David Clarke, britischer Automobilrennfahrer (* 1929)
- 06. Juli: Alexandru Dan, rumänischer Kunstturner (* 1907)
- 07. Juli: Kirkor Canbazyan, türkischer Radrennfahrer (* 1912)
- 07. Juli: Apollo Lynge, grönländischer Skilangläufer (* 1940)
- 12. Juli: Mary Carew, US-amerikanische Leichtathletin (* 1913)
- 13. Juli: Robert Schwan, deutscher Fußballmanager (* 1921)
- 17. Juli: Walentina Winogradowa, sowjetisch-russische Volleyballnationalspielerin (* 1943)
- 22. Juli: Margaret Cooper, britische Schwimmerin (* 1909)
- 24. Juli: Mustafa Mansour, ägyptischer Fußballtorhüter und -funktionär (* 1914)
- 24. Juli: Gaynell Tinsley, US-amerikanischer American-Football-Spieler und -Trainer (* 1913)
- 25. Juli: Frank Connell, US-amerikanischer Radrennfahrer (* 1909)
- 29. Juli: Renato Pirocchi, italienischer Automobilrennfahrer (* 1933)
- 30. Juli: Steve Lysak, US-amerikanischer Kanute (* 1912)
- 30. Juli: Reg Schroeter, kanadischer Eishockeyspieler (* 1921)

### August
- 03. August: Ruudi Toomsalu, estnischer Leichtathlet (* 1913)
- 06. August: Jim Crawford, britischer Automobilrennfahrer (* 1948)
- 13. August: Józef Daniel Krzeptowski, polnischer Skisportler (* 1921)
- 13. August: Albert Vande Weghe, US-amerikanischer Schwimmer (* 1916)
- 15. August: Alberto Bertuccelli, italienischer Fußballspieler (* 1924)
- 18. August: Bertil Ericsson, schwedischer Fußballspieler (* 1908)
- 20. August: Sylvio Padilha, brasilianischer Leichtathlet (* 1909)
- 26. August: Georg Werner, schwedischer Schwimmer (* 1904)
- 27. August: Crew Stoneley, britischer Leichtathlet (* 1911)
- 29. August: Lance Macklin, englischer Rennfahrer (* 1919)
- 31. August: Joe McCluskey, US-amerikanischer Leichtathlet (* 1911)

### September
- 02. September: Jerry Boyd, US-amerikanischer Boxtrainer und Cut Man (* 1930)
- 06. September: Edna Roxanne Atkins, kanadische Hürdenläuferin (* 1912)
- 06. September: Philip LaBatte, US-amerikanischer Eishockeyspieler (* 1911)
- 06. September: Martin Matsbo, schwedischer Skilangläufer (* 1911)
- 08. September: Marco Siffredi, französischer Extrem-Snowboarder (* 1979)
- 14. September: Roberto Cavanagh, argentinischer Polospieler (* 1914)
- 15. September: Kay Espenhayn, deutsche Schwimmerin im Behindertensport (* 1968)
- 15. September: Jenny Maakal, südafrikanische Schwimmerin (* 1913)
- 15. September: Heinz Seiler, deutscher Handballtrainer und -spieler (* 1920)
- 18. September: Herbert Schmidt, deutscher Ruderer (* 1914)
- 19. September: John O’Gorman Arundel, kanadischer Eishockeyspieler (* 1927)
- 22. September: Harry Glancy, US-amerikanischer Schwimmer (* 1904)
- 22. September: Julio Pérez, uruguayischer Fußballspieler (* 1926)
- 22. September: Marga Petersen, deutsche Leichtathletin und Olympiateilnehmerin (* 1919)
- 26. September: Henry Larsen, dänischer Ruderer (* 1916)
- 27. September: David Granger, US-amerikanischer Bobfahrer (* 1903)
- 30. September: Germana Malabarba, italienische Turnerin (* 1913)

### Oktober
- 02. Oktober: William Logan, US-amerikanischer Radrennfahrer (* 1914)
- 02. Oktober: Alexander Sinclair, kanadischer Eishockeyspieler (* 1911)
- 04. Oktober: Marcel Reymond, Schweizer Skispringer (* 1911)
- 06. Oktober: Ben Eastman, US-amerikanischer Leichtathlet (* 1911)
- 11. Oktober: Stan Wagner, kanadischer Eishockeytorhüter (* 1908)
- 19. Oktober: Aileen Riggin, US-amerikanische Schwimmerin und Wasserspringerin (* 1906)
- 21. Oktober: Manfred Ewald, Sportfunktionär der DDR (* 1926)
- 21. Oktober: Kaisa Parviainen, finnische Leichtathletin (* 1914)
- 25. Oktober: Bahattin Sofuoğlu, türkischer Motorradrennfahrer (* 1978)
- 27. Oktober: Walter Volle, deutscher Ruderer (* 1913)

### November
- 08. November: Tove Nielsen, dänische Schwimmerin (* 1917)
- 10. November: Theo Uppenkamp, deutscher Fußballspieler (* 1923)
- 13. November: Juan Schiaffino, uruguayisch-italienischer Fußballspieler (* 1925)
- 15. November: Sohn Kee-chung, japanischer Leichtathlet (* 1912)
- 23. November: Erna Bogen, ungarische Fechterin (* 1906)
- 27. November: Gérard Laureau, französischer Automobilrennfahrer und Unternehmer (* 1920)
- 000November: Antonín Šponar, tschechoslowakischer Skirennläufer (* 1920)
- 000November: Karl Steinhuber, österreichischer Kanute (* 1906)
- 000November: Francis Walter, britischer Skilangläufer (* 1909)

### Dezember
- 02. Dezember: Barney Berlinger, US-amerikanischer Leichtathlet (* 1908)
- 06. Dezember: Jerzy Adamski, polnischer Federgewicht-Boxer (* 1937)
- 10. Dezember: Hadwig Pfeifer-Lantschner, österreichisch-deutsche Skirennläuferin (* 1906)
- 10. Dezember: Julie Schmitt, deutsche Kunstturnerin (* 1913)
- 15. Dezember: Jan Krenz-Mikołajczak, polnischer Ruderer (* 1907)
- 19. Dezember: Will Hoy, britischer Automobilrennfahrer (* 1953)
- 19. Dezember: Hias Noichl, österreichischer Skilangläufer, Bergsteiger und Bergführer (* 1920)
- 26. Dezember: Louis Laurie, US-amerikanischer Boxer (* 1917)
- 26. Dezember: Heinz Raack, deutscher Hockeyspieler (* 1917)
- 27. Dezember: Ruth Svedberg, schwedische Leichtathletin (* 1903)

### Datum unbekannt
- Judith Ayaa, ugandische Leichtathletin (* 1952)
- Karl-Heinz Gerdsmeier, deutscher Ringer (* 1938)
- Ergin Gürses, türkischer Fußballspieler (* 1942)